# Ramiro Larrea
Ramiro Larrea Santos (f. Guayaquil, 1 de julio de 2020) fue un catedrático y político ecuatoriano, quien fue el presidente de la Primera Comisión Anticorrupción de Ecuador.

## Biografía
En la década de 1970 fue ministro de Agricultura durante la dictadura militar. Fue presidente de la Corte Suprema de Justicia entre 1988 y 1990. En 1996 fue binomio de Rodrigo Paz en las elecciones presidenciales de 1996, sin haber llegado a ser vicepresidente. Durante el gobierno de Fabián Alarcón se desempeñó como presidente de la Comisión de Control Cívico contra la Corrupción, desde el 1996 y mantuvo el cargo hasta el 2002.
Fue profesor en la Universidad Católica de Santiago de Guayaquil, de la cual también fue fundador. Durante 55 años fue también profesor de la Universidad de Guayaquil.
Falleció en Guayaquil el 1 de julio de 2020 a los 87 años de edad a causa de complicaciones respiratorias por la enfermedad de COVID-19.